# Aeroportul Mazar-i-Sharif
Aeroportul Mazar-i-Sharif (IATA: MZR, ICAO: OAMS) este un aeroport din Masar-e Scharif, Mazar-i-Sharif District⁠(d), Provincia Balkh, Afganistan ce deservește zona Masar-e Scharif. A fost deschis în 1950 și numit după zona deservită.
Situat la o altitudine de 391 m, aeroportul dispune de o singură pistă.

## Infrastructură

### Terminale
Aerogara are în componență 2 terminale, Camp Marmal⁠(d) și Mazar-i-Sharif runway⁠(d). 